# Élections municipales de 2020 dans la Haute-Vienne
Le premier tour des élections municipales de 2020 dans la Haute-Vienne se déroule, comme dans le reste de la France, le 15 mars 2020 ; le second tour est reporté en raison de la pandémie de Covid-19 en France, de même que l'élection des maires et adjoints des communes dont le conseil municipal est au complet après le premier tour.

## Analyse
Au premier tour, la totalité des conseillers municipaux et communautaires ont été élus sur plus de 82 % des communes du département (161 sur 195). L'élection des maires et adjoints qui devait s'effectuer avant le 23 mars est reportée en raison de la pandémie de maladie à coronavirus. Les conseillers municipaux élus dès le premier tour entrent finalement en fonction le 18 mai 2020, tandis que les maires et les adjoints devraient être élus lors de la première réunion de chaque conseil municipal, prévue entre le 23 et le 28 mai.
Le deuxième tour prévu initialement le 22 mars est également reporté sine die.

## Maires sortants et maires élus
Le scrutin est marqué par une grande stabilité politique, hormis des changements notables à Bellac, sous-préfecture qui repasse à gauche, et Panazol, la plus peuplée des communes de la banlieue de Limoges qui bascule à droite. Si Limoges est facilement conservée par Les Républicains, la gauche reste toutefois largement majoritaire dans le département.
| Commune                 | Population | Maire sortant         | Parti | Parti | Maire élu             | Parti | Parti |
| ----------------------- | ---------- | --------------------- | ----- | ----- | --------------------- | ----- | ----- |
| Aixe-sur-Vienne         | 5 836      | René Arnaud           |       | MR    | René Arnaud           |       | MR    |
| Ambazac                 | 5 667      | Stéphane Ché          |       | PCF   | Stéphane Ché          |       | PCF   |
| Bellac                  | 3 808      | Corine Hourcade-Hatte |       | DVD   | Claude Peyronnet      |       | DVG   |
| Condat-sur-Vienne       | 5 150      | Bruno Genest          |       | DVG   | Émilie Rabeteau       |       | PS    |
| Couzeix                 | 9 268      | Michel David          |       | DVD   | Sébastien Larcher     |       | DVD   |
| Feytiat                 | 6 123      | Gaston Chassain       |       | PS    | Gaston Chassain       |       | PS    |
| Isle                    | 7 696      | Gilles Bégout         |       | DVG   | Gilles Bégout         |       | DVG   |
| Le Palais-sur-Vienne    | 6 042      | Isabelle Briquet      |       | PS    | Ludovic Géraudie      |       | PS    |
| Limoges                 | 132 175    | Émile Roger Lombertie |       | LR    | Émile Roger Lombertie |       | LR    |
| Panazol                 | 10 972     | Jean-Paul Duret       |       | DVG   | Fabien Doucet         |       | LR    |
| Rilhac-Rancon           | 4 573      | Annick Chadoin        |       | PCF   | Nadine Burgaud        |       | PS    |
| Rochechouart            | 3 778      | Jean-Marie Rougier    |       | PS    | Anne-Marie Almoster   |       | PS    |
| Saint-Junien            | 11 202     | Pierre Allard         |       | ADS   | Pierre Allard         |       | ADS   |
| Saint-Léonard-de-Noblat | 4 554      | Alain Darbon          |       | PS    | Alain Darbon          |       | PS    |
| Saint-Yrieix-la-Perche  | 6 766      | Daniel Boisserie      |       | PS    | Daniel Boisserie      |       | PS    |
| Verneuil-sur-Vienne     | 4 889      | Pascal Robert         |       | PS    | Pascal Robert         |       | PS    |

### Résultats en nombre de maires
| Partis       | Partis                            | Maires sortants | Maires élus | Évolution     |
| ------------ | --------------------------------- | --------------- | ----------- | ------------- |
|              | Alternative démocratie socialisme | 1               | 1           | en stagnation |
|              | Parti communiste français         | 2               | 1           | 1             |
|              | Parti socialiste                  | 6               | 8           | 2             |
|              | Divers gauche                     | 3               | 1           | 2             |
| Total gauche | Total gauche                      | 12              | 11          | 1             |
|              | La République en marche           | 0               | 1           | 1             |
|              | Divers centre                     | 0               | 1           | 1             |
|              | Mouvement radical                 | 1               | 1           | en stagnation |
| Total centre | Total centre                      | 1               | 3           | 2             |
|              | Les Républicains                  | 1               | 2           | 1             |
|              | Divers droite                     | 1               | 0           | 1             |
| Total droite | Total droite                      | 2               | 2           | en stagnation |
|              | Sans étiquette                    | 1               | 0           | 1             |
| Total        | Total                             | 16              | 16          | -             |

## Résultats dans les communes de plus de2 000 habitants

### Aixe-sur-Vienne
- Maire sortant : René Arnaud (MR) se représente
- 29 sièges à pourvoir au conseil municipal (population légale 2017 : 5 836 habitants)
- 12 sièges à pourvoir au conseil communautaire (CC du Val de Vienne)

|                                   | René Arnaud              | MR-UDI                   | 1 368 | 67,48 | 25 | 10 |  |  |
| Aixe avenir                       |                          |                          | 1 368 | 67,48 | 25 | 10 |  |  |
|                                   | Martine Pottier          | EÉLV-PCF-ADS-FI-PS       | 659   | 32,51 | 4  | 2  |  |  |
| Inventifs et dynamiques pour tous |                          |                          | 659   | 32,51 | 4  | 2  |  |  |
|                                   |                          |                          |       |       |    |    |  |  |
| Votes valides                     | Votes valides            | Votes valides            | 2 027 | 95,48 |    |    |  |  |
| Votes blancs                      | Votes blancs             | Votes blancs             | 32    | 1,51  |    |    |  |  |
| Votes nuls                        | Votes nuls               | Votes nuls               | 64    | 3,01  |    |    |  |  |
| Total                             | Total                    | Total                    | 2 123 | 100   | 29 | 12 |  |  |
| Abstention                        | Abstention               | Abstention               | 2 307 | 52,08 |    |    |  |  |
| Inscrits / participation          | Inscrits / participation | Inscrits / participation | 4 430 | 47,92 |    |    |  |  |

### Ambazac
- Maire sortant : Stéphane Ché (PCF) se représente
- 29 sièges à pourvoir au conseil municipal (population légale 2017 : 5 667 habitants)
- 9 sièges à pourvoir au conseil communautaire (CC Élan Limousin Avenir Nature)

| Tête de liste                | Tête de liste            | Liste | Premier tour | Premier tour | Second tour | Second tour | Sièges | Sièges |
| Tête de liste                | Tête de liste            | Liste | Voix         | %            | Voix        | %           | CM     | CC     |
| ---------------------------- | ------------------------ | ----- | ------------ | ------------ | ----------- | ----------- | ------ | ------ |
|                              | Stéphane Ché             | PCF   | 933          | 44,53        | 886         | 43,41       | 21     |        |
| Ambazac, continuons ensemble |                          |       | 933          | 44,53        | 886         | 43,41       | 21     |        |
|                              | Brigitte Lardy           | PS    | 716          | 34,17        | 830         | 40,66       | 6      |        |
| Ambazac, c'est vous          |                          |       | 716          | 34,17        | 830         | 40,66       | 6      |        |
|                              | Jean-Jacques Blanvillain | LR    | 446          | 21,28        | 325         | 15,92       | 2      |        |
| Ambazac un nouvel horizon    |                          |       | 446          | 21,28        | 325         | 15,92       | 2      |        |
|                              |                          |       |              |              |             |             |        |        |
| Votes valides                |                          |       |              |              |             |             |        |        |
| Votes blancs                 |                          |       |              |              |             |             |        |        |
| Votes nuls                   |                          |       |              |              |             |             |        |        |
| Total                        | Total                    | Total |              | 100          |             | 100         |        |        |
| Abstention                   |                          |       |              |              |             |             |        |        |
| Inscrits / participation     |                          |       |              |              |             |             |        |        |

### Bellac
- Maire sortant : Corine Hourcade-Hatte (DVD) se représente
- 27 sièges à pourvoir au conseil municipal (population légale 2017 : 3 808 habitants)
- 9 sièges à pourvoir au conseil communautaire (CC Haut-Limousin en Marche)

| Tête de liste                                      | Tête de liste         | Liste | Premier tour | Premier tour | Second tour | Second tour | Sièges | Sièges |
| Tête de liste                                      | Tête de liste         | Liste | Voix         | %            | Voix        | %           | CM     | CC     |
| -------------------------------------------------- | --------------------- | ----- | ------------ | ------------ | ----------- | ----------- | ------ | ------ |
|                                                    | Claude Peyronnet      | PS    | 612          | 45,33        | 843         | 59,57       | 22     |        |
| Bellac - Le sérieux et l'action                    |                       |       | 612          | 45,33        | 843         | 59,57       | 22     |        |
|                                                    | Corine Hourcade-Hatte | DVD   | 514          | 38,07        | 572         | 40,42       | 5      |        |
| Ensemble pour Bellac, toujours plus fort avec vous |                       |       | 514          | 38,07        | 572         | 40,42       | 5      |        |
|                                                    | Alice Maury           | DVG   | 224          | 16,59        |             |             |        |        |
| Un nouvel élan pour Bellac                         |                       |       | 224          | 16,59        |             |             |        |        |
|                                                    |                       |       |              |              |             |             |        |        |
| Votes valides                                      |                       |       |              |              |             |             |        |        |
| Votes blancs                                       |                       |       |              |              |             |             |        |        |
| Votes nuls                                         |                       |       |              |              |             |             |        |        |
| Total                                              | Total                 | Total |              | 100          |             | 100         |        |        |
| Abstention                                         |                       |       |              |              |             |             |        |        |
| Inscrits / participation                           |                       |       |              |              |             |             |        |        |

### Bessines-sur-Gartempe
- Maire sortant : Andréa Brouille (PS) se représente.
- 23 sièges à pourvoir au conseil municipal (population légale 2017 : 2 836 habitants)
- 4 sièges à pourvoir au conseil communautaire (CC Élan Limousin Avenir Nature)

|                       | Andréa Brouille | PS             | 774   | 63,44 | 19 | 3 |  |  |
| Engagés pour Bessines |                 |                | 774   | 63,44 | 19 | 3 |  |  |
|                       | Élisabeth Petit | LR             | 446   | 36,55 | 4  | 1 |  |  |
| Réveiller Bessines    |                 |                | 446   | 36,55 | 4  | 1 |  |  |
|                       |                 |                |       |       |    |   |  |  |
| Inscrits              | Inscrits        | Inscrits       | 2 216 |       |    |   |  |  |
| Abstentions           | Abstentions     | Abstentions    | 933   | 42,10 |    |   |  |  |
| Votants               | Votants         | Votants        | 1 283 | 57,90 |    |   |  |  |
| Blancs et nuls        | Blancs et nuls  | Blancs et nuls | 63    | 4,91  |    |   |  |  |
| Exprimés              | Exprimés        | Exprimés       | 1 220 | 95,09 |    |   |  |  |

### Boisseuil
- Maire sortant : Jean-Louis Nouhaud (PS) ne se représente pas.
- 23 sièges à pourvoir au conseil municipal (population légale 2017 : 2 928 habitants)
- 1 sièges à pourvoir au conseil communautaire (CU Limoges Métropole)

|                                 | Philippe Janicot | DVG            | 700   | 55,29 | 18 | 1 |  |  |
| Notre ambition votre futur      |                  |                | 700   | 55,29 | 18 | 1 |  |  |
|                                 | Bernard Zborala  | PS             | 566   | 44,70 | 5  | 0 |  |  |
| Bien vivre ensemble à Boisseuil |                  |                | 566   | 44,70 | 5  | 0 |  |  |
|                                 |                  |                |       |       |    |   |  |  |
| Inscrits                        | Inscrits         | Inscrits       | 2 463 |       |    |   |  |  |
| Abstentions                     | Abstentions      | Abstentions    | 1 143 | 46,41 |    |   |  |  |
| Votants                         | Votants          | Votants        | 1 320 | 53,59 |    |   |  |  |
| Blancs et nuls                  | Blancs et nuls   | Blancs et nuls | 54    | 4,09  |    |   |  |  |
| Exprimés                        | Exprimés         | Exprimés       | 1 266 | 95,91 |    |   |  |  |

### Bosmie-l'Aiguille
- Maire sortant : Maurice Leboutet (PS) se représente.
- 23 sièges à pourvoir au conseil municipal (population légale 2017 : 2 836 habitants)
- 5 sièges à pourvoir au conseil communautaire (CC du Val de Vienne)

|                                                    | Maurice Leboutet    | PS             | 683   | 58,62 | 19 | 4 |  |  |
| Liste citoyenne d'ouverture pour Bosmie l'Aiguille |                     |                | 683   | 58,62 | 19 | 4 |  |  |
|                                                    | Christian Sansonnet | DVG            | 482   | 41,37 | 4  | 1 |  |  |
| Cap Bosmie 2020-2026                               |                     |                | 482   | 41,37 | 4  | 1 |  |  |
|                                                    |                     |                |       |       |    |   |  |  |
| Inscrits                                           | Inscrits            | Inscrits       | 2 088 |       |    |   |  |  |
| Abstentions                                        | Abstentions         | Abstentions    | 875   | 41,91 |    |   |  |  |
| Votants                                            | Votants             | Votants        | 1 213 | 58,09 |    |   |  |  |
| Blancs et nuls                                     | Blancs et nuls      | Blancs et nuls | 48    | 3,96  |    |   |  |  |
| Exprimés                                           | Exprimés            | Exprimés       | 1 165 | 96,04 |    |   |  |  |

### Chaptelat
- Maire sortant : Julie Lenfant  (PS) se représente.
- 19 sièges à pourvoir au conseil municipal (population légale 2017 : 2 121 habitants)
- 1 sièges à pourvoir au conseil communautaire (CU Limoges Métropole)

|                 | Julie Lenfant  | PS-PCF         | 543   | 100,00 | 19 | 1 |  |  |
| Osons une suite |                |                | 543   | 100,00 | 19 | 1 |  |  |
|                 |                |                |       |        |    |   |  |  |
| Inscrits        | Inscrits       | Inscrits       | 1 608 |        |    |   |  |  |
| Abstentions     | Abstentions    | Abstentions    | 988   | 61,44  |    |   |  |  |
| Votants         | Votants        | Votants        | 620   | 38,56  |    |   |  |  |
| Blancs et nuls  | Blancs et nuls | Blancs et nuls | 77    | 12,42  |    |   |  |  |
| Exprimés        | Exprimés       | Exprimés       | 543   | 87,58  |    |   |  |  |

### Châteauponsac
- Maire sortant : Gérard Rumeau  (DVD) se représente.
- 19 sièges à pourvoir au conseil municipal (population légale 2017 : 2 035 habitants)
- 10 sièges à pourvoir au conseil communautaire (CC Gartempe Saint-Pardoux)

|                                   | Gérard Rumeau  | DVD            | 567   | 100,00 | 19 | 10 |  |  |
| Liste d'union vivre Chateauponsac |                |                | 567   | 100,00 | 19 | 10 |  |  |
|                                   |                |                |       |        |    |    |  |  |
| Inscrits                          | Inscrits       | Inscrits       | 1 640 |        |    |    |  |  |
| Abstentions                       | Abstentions    | Abstentions    | 951   | 57,99  |    |    |  |  |
| Votants                           | Votants        | Votants        | 689   | 42,01  |    |    |  |  |
| Blancs et nuls                    | Blancs et nuls | Blancs et nuls | 122   | 17,71  |    |    |  |  |
| Exprimés                          | Exprimés       | Exprimés       | 567   | 82,29  |    |    |  |  |

### Condat-sur-Vienne
- Maire sortant : Bruno Genest (DVG) se représente
- 29 sièges à pourvoir au conseil municipal (population légale 2017 : 5 150 habitants)
- 2 sièges à pourvoir au conseil communautaire (CU Limoges Métropole)

| Tête de liste               | Tête de liste   | Liste    | Premier tour | Premier tour | Second tour | Second tour | Sièges | Sièges |
| Tête de liste               | Tête de liste   | Liste    | Voix         | %            | Voix        | %           | CM     | CC     |
| --------------------------- | --------------- | -------- | ------------ | ------------ | ----------- | ----------- | ------ | ------ |
|                             | Bruno Genest,   | DVG      | 838          | 40,03        | 888         | 40,65       | 6      |        |
| Ensemble vivre Condat       |                 |          | 838          | 40,03        | 888         | 40,65       | 6      |        |
|                             | Émilie Rabeteau | PS-EÉLV  | 764          | 36,50        | 1 068       | 48,9        | 22     |        |
| Condat, le temps du lien    |                 |          | 764          | 36,50        | 1 068       | 48,9        | 22     |        |
|                             | Joseph Absi     | app LREM | 491          | 23,45        | 228         | 10,43       | 1      |        |
| Condat-sur-Vienne autrement |                 |          | 491          | 23,45        | 228         | 10,43       | 1      |        |
|                             |                 |          |              |              |             |             |        |        |
| Votes valides               |                 |          |              |              |             |             |        |        |
| Votes blancs                |                 |          |              |              |             |             |        |        |
| Votes nuls                  |                 |          |              |              |             |             |        |        |
| Total                       | Total           | Total    |              | 100          |             | 100         | 29     | 2      |
| Abstention                  |                 |          |              |              |             |             |        |        |
| Inscrits / participation    |                 |          |              |              |             |             |        |        |

### Couzeix
- Maire sortant : Michel David (MR) ne se représente pas
- 29 sièges à pourvoir au conseil municipal (population légale 2017 : 9 268 habitants)
- 5 sièges à pourvoir au conseil communautaire (CU Limoges Métropole)

| Tête de liste                      | Tête de liste            | Liste                    | Premier tour | Premier tour | Second tour | Second tour | Sièges | Sièges |
| Tête de liste                      | Tête de liste            | Liste                    | Voix         | %            | Voix        | %           | CM     | CC     |
| ---------------------------------- | ------------------------ | ------------------------ | ------------ | ------------ | ----------- | ----------- | ------ | ------ |
|                                    | Sébastien Larcher        | ex DVG-DVD               | 1 293        | 41,73        | 1 640       | 46,95       | 22     | 4      |
| Ensemble pour Couzeix              |                          |                          | 1 293        | 41,73        | 1 640       | 46,95       | 22     | 4      |
|                                    | Sylvie Billat            | MR                       | 1 378        | 44,48        | 1 524       | 43,63       | 6      | 1      |
| Couzeix avenir majorité municipale |                          |                          | 1 378        | 44,48        | 1 524       | 43,63       | 6      | 1      |
|                                    | Marcel Ribière           | EÉLV-PCF-PS              | 427          | 13,78        | 329         | 9,41        | 1      | 0      |
| Unis pour Couzeix                  |                          |                          | 427          | 13,78        | 329         | 9,41        | 1      | 0      |
|                                    |                          |                          |              |              |             |             |        |        |
| Votes valides                      | Votes valides            | Votes valides            | 3 098        | 96,03        | 3 493       | 97,33       |        |        |
| Votes blancs                       | Votes blancs             | Votes blancs             | 54           | 1,67         | 39          | 1,09        |        |        |
| Votes nuls                         | Votes nuls               | Votes nuls               | 74           | 2,29         | 57          | 1,59        |        |        |
| Total                              | Total                    | Total                    | 3 226        | 100          | 3 589       | 100         | 29     | 5      |
| Abstention                         | Abstention               | Abstention               | 4 195        | 56,53        | 3 850       | 51,75       |        |        |
| Inscrits / participation           | Inscrits / participation | Inscrits / participation | 7 421        | 43,47        | 7 439       | 48,25       |        |        |

### Eymoutiers
- Maire sortant : Mélanie Plazanet  (PS) se représente.
- 19 sièges à pourvoir au conseil municipal (population légale 2017 : 2 121 habitants)
- 12 sièges à pourvoir au conseil communautaire (CC des Portes de Vassivière)

|                                  | Mélanie Plazanet | PS             | 613   | 100,00 | 19 | 12 |  |  |
| Eymoutiers : une passion commune |                  |                | 613   | 100,00 | 19 | 12 |  |  |
|                                  |                  |                |       |        |    |    |  |  |
| Inscrits                         | Inscrits         | Inscrits       | 1 472 |        |    |    |  |  |
| Abstentions                      | Abstentions      | Abstentions    | 756   | 51,36  |    |    |  |  |
| Votants                          | Votants          | Votants        | 716   | 48,64  |    |    |  |  |
| Blancs et nuls                   | Blancs et nuls   | Blancs et nuls | 103   | 14,39  |    |    |  |  |
| Exprimés                         | Exprimés         | Exprimés       | 613   | 85,61  |    |    |  |  |

### Feytiat
- Maire sortant : Gaston Chassain (PS) se représente
- 29 sièges à pourvoir au conseil municipal (population légale 2017 : 6 123 habitants)
- 3 sièges à pourvoir au conseil communautaire (CU Limoges Métropole)

|                                           | Gaston Chassain | PS-PCF-EÉLV    | 1 295 | 66,75  | 25 | 3 |  |  |
| Feytiat : avec vous, agissons pour demain |                 |                | 1 295 | 66,75  | 25 | 3 |  |  |
|                                           | Pascal Bussière | LR-LREM-DVD    | 645   | 33,24  | 4  | 0 |  |  |
| Ensemble et responsable pour Feytiat      |                 |                | 645   | 33,24  | 4  | 0 |  |  |
|                                           |                 |                |       |        |    |   |  |  |
| Inscrits                                  | Inscrits        | Inscrits       | 4 735 | 100,00 |    |   |  |  |
| Abstentions                               | Abstentions     | Abstentions    | 2 735 | 57,76  |    |   |  |  |
| Votants                                   | Votants         | Votants        | 2 000 | 42,24  |    |   |  |  |
| Blancs et nuls                            | Blancs et nuls  | Blancs et nuls | 60    | 3,00   |    |   |  |  |
| Exprimés                                  | Exprimés        | Exprimés       | 1 940 | 40,97  |    |   |  |  |

### Isle
- Maire sortant : Gilles Bégout  (DVG) se représente
- 29 sièges à pourvoir au conseil municipal (population légale 2017 : 7 696 habitants)
- 4 sièges à pourvoir au conseil communautaire (CU Limoges Métropole)

|                | Gilles Bégout  | (DVG)          | 1 438 | 100,00 | 29 | 4 |  |  |
| Isle ensemble  |                |                | 1 438 | 100,00 | 29 | 4 |  |  |
|                |                |                |       |        |    |   |  |  |
| Inscrits       | Inscrits       | Inscrits       | 6 213 |        |    |   |  |  |
| Abstentions    | Abstentions    | Abstentions    | 4 394 | 70,72  |    |   |  |  |
| Votants        | Votants        | Votants        | 1 819 | 29,28  |    |   |  |  |
| Blancs et nuls | Blancs et nuls | Blancs et nuls | 381   | 20,95  |    |   |  |  |
| Exprimés       | Exprimés       | Exprimés       | 1 438 | 79,05  |    |   |  |  |

### Le Palais-sur-Vienne
- Maire sortant : Isabelle Briquet (PS) ne se représente pas
- 29 sièges à pourvoir au conseil municipal (population légale 2017 : 6 042 habitants)
- 3 sièges à pourvoir au conseil communautaire (CU Limoges Métropole)

| Tête de liste                                            | Tête de liste    | Liste    | Premier tour | Premier tour | Second tour | Second tour | Sièges | Sièges |
| Tête de liste                                            | Tête de liste    | Liste    | Voix         | %            | Voix        | %           | CM     | CC     |
| -------------------------------------------------------- | ---------------- | -------- | ------------ | ------------ | ----------- | ----------- | ------ | ------ |
|                                                          | Ludovic Géraudie | PP-PS    | 877          | 48,96        | 866         | 52.45       | 23     |        |
| Engagés pour le Palais                                   |                  |          | 877          | 48,96        | 866         | 52.45       | 23     |        |
|                                                          | Denis Limousin   | PCF-EÉLV | 592          | 33,05        | 540         | 32.7        | 4      |        |
| Ensemble pour le Palais : la gauche ouverte et solidaire |                  |          | 592          | 33,05        | 540         | 32.7        | 4      |        |
|                                                          | Lucien Courtiaud | DVD-LR   | 322          | 17,97        | 245         | 14.83       | 2      |        |
| Le Palais 2020, tous unis                                |                  |          | 322          | 17,97        | 245         | 14.83       | 2      |        |
|                                                          |                  |          |              |              |             |             |        |        |
| Votes valides                                            |                  |          |              |              |             |             |        |        |
| Votes blancs                                             |                  |          |              |              |             |             |        |        |
| Votes nuls                                               |                  |          |              |              |             |             |        |        |
| Total                                                    | Total            | Total    |              | 100          |             | 100         | 29     | 3      |
| Abstention                                               |                  |          |              |              |             |             |        |        |
| Inscrits / participation                                 |                  |          |              |              |             |             |        |        |

### Le Vigen
- Maire sortant : Jean-Claude Chanconie  (DVD) ne se représente pas.
- 19 sièges à pourvoir au conseil municipal (population légale 2017 : 2 171 habitants)
- 1 sièges à pourvoir au conseil communautaire (CU Limoges Métropole)

|                              | Jean-Luc Bonnet | DVD            | 470   | 52,28 | 15 | 1 |  |  |
| Le Vigen de demain           |                 |                | 470   | 52,28 | 15 | 1 |  |  |
|                              | Sacha Biasse    | DVG            | 429   | 47,71 | 4  | 0 |  |  |
| Ensemble dynamisons Le Vigen |                 |                | 429   | 47,71 | 4  | 0 |  |  |
|                              |                 |                |       |       |    |   |  |  |
| Inscrits                     | Inscrits        | Inscrits       | 1 784 |       |    |   |  |  |
| Abstentions                  | Abstentions     | Abstentions    | 853   | 47,81 |    |   |  |  |
| Votants                      | Votants         | Votants        | 931   | 52,19 |    |   |  |  |
| Blancs et nuls               | Blancs et nuls  | Blancs et nuls | 32    | 3,44  |    |   |  |  |
| Exprimés                     | Exprimés        | Exprimés       | 899   | 96,56 |    |   |  |  |

### Limoges
- Maire sortant : Émile Roger Lombertie (LR)

- 55 sièges à pourvoir au conseil municipal (population légale 2017 : 132 175 habitants)
- 37 sièges à pourvoir au conseil communautaire (CU Limoges Métropole)

| |                          |                                                     |              |              |             |             |        |        |  |
| Tête de liste                                                                                         | Tête de liste            | Liste                                               | Premier tour | Premier tour | Second tour | Second tour | Sièges | Sièges |  |
| Tête de liste                                                                                         | Tête de liste            | Liste                                               | Voix         | %            | Voix        | %           | CM     | CC     |  |
| | Émile Roger Lombertie    | LR-UDI-MoDem LC-Agir-SL-LFA-C21 MR diss.-LREM diss. | 12 335       | 46,21        | 14 339      | 58,96       | 44     | 30     |  |
| Limoges au cœur                                                                                       |                          |                                                     | 12 335       | 46,21        | 14 339      | 58,96       | 44     | 30     |  |
| | Thierry Miguel           | PS-PCF-ADS-PP-PRG-ND-DVG                            | 5 761        | 21,58        | 9 977       | 41,03       | 11     | 7      |  |
| Gauche citoyenne sociale écologiste                                                                   |                          |                                                     | 5 761        | 21,58        | 9 977       | 41,03       | 11     | 7      |  |
| | Bernard Drobenko         | EELV - G.s                                          | 2 416        | 9,05         |             |             |        |        |  |
| L'écologie en commun Altenative solidaire, créative et participative L'Écologie, c'est notre avenir ! |                          |                                                     | 2 416        | 9,05         |             |             |        |        |  |
| | Monique Boulestin        | MR-LREM                                             | 2 044        | 7,66         |             |             |        |        |  |
| Limoges, Métropole d'Avenir                                                                           |                          |                                                     | 2 044        | 7,66         |             |             |        |        |  |
| | Danielle Soury           | LFI-E!-PG                                           | 1 490        | 5,58         |             |             |        |        |  |
| Vivons Limoges                                                                                        |                          |                                                     | 1 490        | 5,58         |             |             |        |        |  |
| | Marie de Ferluc          | SE, soutenue par le MEI                             | 1 063        | 3,98         |             |             |        |        |  |
| Nouveau printemps pour Limoges                                                                        |                          |                                                     | 1 063        | 3,98         |             |             |        |        |  |
| | Vincent Gérard           | PCD-CNIP                                            | 1 055        | 3,95         |             |             |        |        |  |
| Alliance pour Limoges                                                                                 |                          |                                                     | 1 055        | 3,95         |             |             |        |        |  |
| | Élisabeth Faucon         | LO                                                  | 531          | 1,99         |             |             |        |        |  |
| Lutte ouvrière – Faire entendre le camp des travailleurs                                              |                          |                                                     | 531          | 1,99         |             |             |        |        |  |
| |                          |                                                     |              |              |             |             |        |        |  |
| Votes valides                                                                                         | Votes valides            | Votes valides                                       | 26 695       | 96,31        | 24 316      | 95,55       |        |        |  |
| Votes blancs                                                                                          | Votes blancs             | Votes blancs                                        | 366          | 1,32         | 550         | 2,16        |        |        |  |
| Votes nuls                                                                                            | Votes nuls               | Votes nuls                                          | 658          | 2,37         | 583         | 2,29        |        |        |  |
| Total                                                                                                 | Total                    | Total                                               | 27 719       | 100          | 25 449      | 100         | 55     | 37     |  |
| Abstention                                                                                            | Abstention               | Abstention                                          | 46 955       | 62,87        | 49 233      | 65,92       |        |        |  |
| Inscrits / participation                                                                              | Inscrits / participation | Inscrits / participation                            | 74 674       | 37,12        | 74 682      | 34,08       |        |        |  |

### Nexon
- Maire sortant : Fabrice Gerville-Reache (PS) se représente.
- 23 sièges à pourvoir au conseil municipal (population légale 2017 : 2 836 habitants)
- 6 sièges à pourvoir au conseil communautaire (CC Pays de Nexon-Monts de Châlus)

|                 | Fabrice Gerville-Réache | PS-PCF-EÉLV    | 520   | 51,38 | 18 | 5 |  |  |
| Demain Nexon    |                         |                | 520   | 51,38 | 18 | 5 |  |  |
|                 | Gilles Trébier          | LR             | 492   | 48,61 | 5  | 1 |  |  |
| Nexon autrement |                         |                | 492   | 48,61 | 5  | 1 |  |  |
|                 |                         |                |       |       |    |   |  |  |
| Inscrits        | Inscrits                | Inscrits       | 1 795 |       |    |   |  |  |
| Abstentions     | Abstentions             | Abstentions    | 709   | 39,50 |    |   |  |  |
| Votants         | Votants                 | Votants        | 1 086 | 60,50 |    |   |  |  |
| Blancs et nuls  | Blancs et nuls          | Blancs et nuls | 74    | 6,91  |    |   |  |  |
| Exprimés        | Exprimés                | Exprimés       | 1 012 | 93,19 |    |   |  |  |

### Oradour-sur-Glane
- Maire sortant : Philippe Lacroix (LREM) se représente.
- 19 sièges à pourvoir au conseil municipal (population légale 2017 : 2 836 habitants)
- 3 sièges à pourvoir au conseil communautaire (CC Porte Océane du Limousin)

|                                                 | Philippe Lacroix | LREM           | 851   | 100,00 | 19 | 3 |  |  |
| Pour Oradour et son Avenir, continuons ensemble |                  |                | 851   | 100,00 | 19 | 3 |  |  |
|                                                 |                  |                |       |        |    |   |  |  |
| Inscrits                                        | Inscrits         | Inscrits       | 1 930 |        |    |   |  |  |
| Abstentions                                     | Abstentions      | Abstentions    | 972   | 50,36  |    |   |  |  |
| Votants                                         | Votants          | Votants        | 958   | 49,64  |    |   |  |  |
| Blancs et nuls                                  | Blancs et nuls   | Blancs et nuls | 107   | 11,17  |    |   |  |  |
| Exprimés                                        | Exprimés         | Exprimés       | 851   | 88,83  |    |   |  |  |

### Panazol
- Maire sortant : Jean-Paul Duret (DVG) ne se représente pas.
- 33 sièges à pourvoir au conseil municipal (population légale 2017 : 10 972 habitants)
- 5 sièges à pourvoir au conseil communautaire (CU Limoges Métropole)

| Tête de liste              | Tête de liste    | Liste   | Premier tour | Premier tour | Second tour | Second tour | Sièges | Sièges |
| Tête de liste              | Tête de liste    | Liste   | Voix         | %            | Voix        | %           | CM     | CC     |
| -------------------------- | ---------------- | ------- | ------------ | ------------ | ----------- | ----------- | ------ | ------ |
|                            | Fabien Doucet    | LR-LREM | 1 477        | 39,10        | 2187        | 53.65       | 26     |        |
| Agir ensemble pour Panazol |                  |         | 1 477        | 39,10        | 2187        | 53.65       | 26     |        |
|                            | Martine Tabouret | PS      | 1 457        | 38,57        | 1889        | 46.34       | 7      |        |
| Vivons Panazol             |                  |         | 1 457        | 38,57        | 1889        | 46.34       | 7      |        |
|                            | Bruno Comte      | EÉLV    | 843          | 22,31        | 1889        | 46.34       | 7      |        |
| Panazol, c'est vous        |                  |         | 843          | 22,31        | 1889        | 46.34       | 7      |        |
|                            |                  |         |              |              |             |             |        |        |
| Votes valides              |                  |         |              |              |             |             |        |        |
| Votes blancs               |                  |         |              |              |             |             |        |        |
| Votes nuls                 |                  |         |              |              |             |             |        |        |
| Total                      | Total            | Total   |              | 100          |             | 100         | 33     | 5      |
| Abstention                 |                  |         |              |              |             |             |        |        |
| Inscrits / participation   |                  |         |              |              |             |             |        |        |

### Rilhac-Rancon
- Maire sortant : Annick Chadoin (PCF) ne se représente pas.
- 27 sièges à pourvoir au conseil municipal (population légale 2017 : 4 573 habitants)
- 2 sièges à pourvoir au conseil communautaire (CU Limoges Métropole)

| Tête de liste            | Tête de liste   | Liste    | Premier tour | Premier tour | Second tour | Second tour | Sièges | Sièges |
| Tête de liste            | Tête de liste   | Liste    | Voix         | %            | Voix        | %           | CM     | CC     |
| ------------------------ | --------------- | -------- | ------------ | ------------ | ----------- | ----------- | ------ | ------ |
|                          | Nadine Burgaud  | PS       | 746          | 43,47        | 884         | 57.77       | 22     |        |
| Rilhac autrement         |                 |          | 746          | 43,47        | 884         | 57.77       | 22     |        |
|                          | Florent Alvarez | DVG-LREM | 502          | 29,25        | 281         | 18.36       | 2      |        |
| Agir pour Rilhac         |                 |          | 502          | 29,25        | 281         | 18.36       | 2      |        |
|                          | Jacques Migozzi | PCF-FI   | 468          | 27,27        | 365         | 23.85       | 3      |        |
| Réussir Ensemble         |                 |          | 468          | 27,27        | 365         | 23.85       | 3      |        |
|                          |                 |          |              |              |             |             |        |        |
| Votes valides            |                 |          |              |              |             |             |        |        |
| Votes blancs             |                 |          |              |              |             |             |        |        |
| Votes nuls               |                 |          |              |              |             |             |        |        |
| Total                    | Total           | Total    |              | 100          |             | 100         | 27     | 2      |
| Abstention               |                 |          |              |              |             |             |        |        |
| Inscrits / participation |                 |          |              |              |             |             |        |        |

### Rochechouart
- Maire sortant : Jean-Marie Rougier (PS) ne se représente pas
- 27 sièges à pourvoir au conseil municipal (population légale 2017 : 3 778 habitants)
- 5 sièges à pourvoir au conseil communautaire (CC Porte Océane du Limousin)

|                                  | Anne-Marie Almoster-Rodrigues | PS-PCF-ADS     | 880   | 100,00 | 27 | 5 |  |  |
| Engageons nous pour Rochechouart |                               |                | 880   | 100,00 | 27 | 5 |  |  |
|                                  |                               |                |       |        |    |   |  |  |
| Inscrits                         | Inscrits                      | Inscrits       | 2 793 |        |    |   |  |  |
| Abstentions                      | Abstentions                   | Abstentions    | 1 676 | 60,01  |    |   |  |  |
| Votants                          | Votants                       | Votants        | 1 117 | 39,99  |    |   |  |  |
| Blancs et nuls                   | Blancs et nuls                | Blancs et nuls | 237   | 21,22  |    |   |  |  |
| Exprimés                         | Exprimés                      | Exprimés       | 880   | 78,78  |    |   |  |  |

### Saint-Gence
- Maire sortant :  	Alain Delhoume  (PS) ne se représente pas.
- 19 sièges à pourvoir au conseil municipal (population légale 2017 : 2 171 habitants)
- 1 sièges à pourvoir au conseil communautaire (CU Limoges Métropole)

|                                  | Serge Roux     | PS-PCF         | 530   | 100,00 | 19 | 1 |  |  |
| Saint-Gence pour vous, 2020-2026 |                |                | 530   | 100,00 | 19 | 1 |  |  |
|                                  |                |                |       |        |    |   |  |  |
| Inscrits                         | Inscrits       | Inscrits       | 1 664 |        |    |   |  |  |
| Abstentions                      | Abstentions    | Abstentions    | 1 050 | 63,10  |    |   |  |  |
| Votants                          | Votants        | Votants        | 614   | 36,90  |    |   |  |  |
| Blancs et nuls                   | Blancs et nuls | Blancs et nuls | 84    | 13,68  |    |   |  |  |
| Exprimés                         | Exprimés       | Exprimés       | 530   | 86,32  |    |   |  |  |

### Saint-Junien
- Maire sortant : Pierre Allard (ADS)
- 33 sièges à pourvoir au conseil municipal (population légale 20171 : 11 202 habitants)
- 15 sièges à pourvoir au conseil communautaire (CC Porte Océane du Limousin)

|                                                              | Pierre Allard,  | ADS-PCF-G.s-EÉLV-PS | 2 292 | 61,16 | 27 | 12 |  |  |
| Saint-Junien 2020 2026 Préparer l'avenir avec vous pour vous |                 |                     | 2 292 | 61,16 | 27 | 12 |  |  |
|                                                              | Yoann Balestrat | GÉ-DVG              | 1 455 | 38,83 | 6  | 3  |  |  |
| Énergie citoyenne pour Saint-Junien                          |                 |                     | 1 455 | 38,83 | 6  | 3  |  |  |
|                                                              |                 |                     |       |       |    |    |  |  |
| Inscrits                                                     | Inscrits        | Inscrits            | 8 391 |       |    |    |  |  |
| Abstentions                                                  | Abstentions     | Abstentions         | 4 474 | 53,32 |    |    |  |  |
| Votants                                                      | Votants         | Votants             | 3 917 | 46,68 |    |    |  |  |
| Blancs et nuls                                               | Blancs et nuls  | Blancs et nuls      | 170   | 4,34  |    |    |  |  |
| Exprimés                                                     | Exprimés        | Exprimés            | 3 747 | 95,66 |    |    |  |  |

### Saint-Just-le-Martel
- Maire sortant : Joël Garestier (PS) se représente.
- 23 sièges à pourvoir au conseil municipal (population légale 2017 : 2 836 habitants)
- 1 sièges à pourvoir au conseil communautaire (CU Limoges Métropole)

|                                  | Joël Garestier | PS             | 673   | 69,45 | 20 | 1 |  |  |
| Martellois-es, partageons demain |                |                | 673   | 69,45 | 20 | 1 |  |  |
|                                  | André Gaillard | LR             | 296   | 30,54 | 3  | 0 |  |  |
| Saint Just alternance            |                |                | 296   | 30,54 | 3  | 0 |  |  |
|                                  |                |                |       |       |    |   |  |  |
| Inscrits                         | Inscrits       | Inscrits       | 1 978 |       |    |   |  |  |
| Abstentions                      | Abstentions    | Abstentions    | 953   | 48,18 |    |   |  |  |
| Votants                          | Votants        | Votants        | 1 025 | 51,82 |    |   |  |  |
| Blancs et nuls                   | Blancs et nuls | Blancs et nuls | 56    | 5,46  |    |   |  |  |
| Exprimés                         | Exprimés       | Exprimés       | 969   | 94,54 |    |   |  |  |

### Saint-Léonard-de-Noblat
- Maire sortant : Alain Darbon (PS)
- 27 sièges à pourvoir au conseil municipal (population légale 2017 : 4 554 habitants)
- 11 sièges à pourvoir au conseil communautaire (CC de Noblat)

|                               | Alain Darbon     | PS             | 1 181 | 72,94 | 24 | 10 |  |  |
| Avec vous, pour Saint-Léonard |                  |                | 1 181 | 72,94 | 24 | 10 |  |  |
|                               | Jean Surroca     | DVD            | 295   | 18,22 | 2  | 1  |  |  |
| Ensemble, un Autre Avenir     |                  |                | 295   | 18,22 | 2  | 1  |  |  |
|                               | Emmanuel Poisson | DVC            | 143   | 8,83  | 1  | 0  |  |  |
| Ambition citoyenne            |                  |                | 143   | 8,83  | 1  | 0  |  |  |
|                               |                  |                |       |       |    |    |  |  |
| Inscrits                      | Inscrits         | Inscrits       | 3 351 |       |    |    |  |  |
| Abstentions                   | Abstentions      | Abstentions    | 1 644 | 49,06 |    |    |  |  |
| Votants                       | Votants          | Votants        | 1 707 | 50,94 |    |    |  |  |
| Blancs et nuls                | Blancs et nuls   | Blancs et nuls | 88    | 5,16  |    |    |  |  |
| Exprimés                      | Exprimés         | Exprimés       | 1 619 | 94,84 |    |    |  |  |

### Saint-Priest-Taurion
- Maire sortant : Bernard Dupin (LREM) ne se représente pas.
- 23 sièges à pourvoir au conseil municipal (population légale 2017 : 2 881 habitants)
- 5 sièges à pourvoir au conseil communautaire (CC Élan Limousin Avenir Nature)

|                                             | Claudette Rossander | PCF ,          | 648   | 61,77 | 19 | 4 |  |  |
| Saint Priest Taurion Dynamique et Citoyenne |                     |                | 648   | 61,77 | 19 | 4 |  |  |
|                                             | Hélène Delos        | PS             | 401   | 38,22 | 4  | 1 |  |  |
| Ensemble Autrement : Osons !                |                     |                | 401   | 38,22 | 4  | 1 |  |  |
|                                             |                     |                |       |       |    |   |  |  |
| Inscrits                                    | Inscrits            | Inscrits       | 2 275 |       |    |   |  |  |
| Abstentions                                 | Abstentions         | Abstentions    | 1 167 | 51,30 |    |   |  |  |
| Votants                                     | Votants             | Votants        | 1 108 | 48,70 |    |   |  |  |
| Blancs et nuls                              | Blancs et nuls      | Blancs et nuls | 59    | 5,32  |    |   |  |  |
| Exprimés                                    | Exprimés            | Exprimés       | 1 049 | 94,68 |    |   |  |  |

### Saint-Yrieix-la-Perche
- Maire sortant : Daniel Boisserie ( PS)
- 29 sièges à pourvoir au conseil municipal (population légale 2017 : 6 766 habitants)
- 14 sièges à pourvoir au conseil communautaire (CC du Pays de Saint-Yrieix)

|                        | Daniel Boisserie | PS-DVG         | 1 565 | 100,00 | 29 | 14 |  |  |
| Tous pour Saint-Yrieix |                  |                | 1 565 | 100,00 | 29 | 14 |  |  |
|                        |                  |                |       |        |    |    |  |  |
| Inscrits               | Inscrits         | Inscrits       | 5 540 |        |    |    |  |  |
| Abstentions            | Abstentions      | Abstentions    | 3 550 | 64,08  |    |    |  |  |
| Votants                | Votants          | Votants        | 1 990 | 35,92  |    |    |  |  |
| Blancs et nuls         | Blancs et nuls   | Blancs et nuls | 425   | 21,36  |    |    |  |  |
| Exprimés               | Exprimés         | Exprimés       | 1 565 | 78,64  |    |    |  |  |

### Séreilhac
- Maire sortant : Philippe Briat (DVG) ne se représente pas.
- 19 sièges à pourvoir au conseil municipal (population légale 2017 : 1 992 habitants)
- 4 sièges à pourvoir au conseil communautaire (CC du Val de Vienne)

|                                           | Loïc Cottin     | DVG            | 580   | 78,80 | 17 | 4 |  |  |
| L'occitane, la dynamique pour Séreilhac   |                 |                | 580   | 78,80 | 17 | 4 |  |  |
|                                           | Olivier Raynaud | DVD            | 156   | 21,19 | 2  | 0 |  |  |
| Séreilhac : écoutons, discutons, agissons |                 |                | 156   | 21,19 | 2  | 0 |  |  |
|                                           |                 |                |       |       |    |   |  |  |
| Inscrits                                  | Inscrits        | Inscrits       | 1 542 |       |    |   |  |  |
| Abstentions                               | Abstentions     | Abstentions    | 765   | 49,61 |    |   |  |  |
| Votants                                   | Votants         | Votants        | 777   | 50,39 |    |   |  |  |
| Blancs et nuls                            | Blancs et nuls  | Blancs et nuls | 41    | 5,28  |    |   |  |  |
| Exprimés                                  | Exprimés        | Exprimés       | 736   | 94,72 |    |   |  |  |

### Verneuil-sur-Vienne
- Maire sortant : Pascal Robert (PS)
- 27 sièges à pourvoir au conseil municipal (population légale 2017 : 4 889 habitants)
- 2 sièges à pourvoir au conseil communautaire (CU Limoges Métropole)

|                                                | Pascal Robert  | PS             | 1 290 | 100,00 | 27 | 2 |  |  |
| Rassemblement autour de la majorité municipale |                |                | 1 290 | 100,00 | 27 | 2 |  |  |
|                                                |                |                |       |        |    |   |  |  |
| Inscrits                                       | Inscrits       | Inscrits       | 3 506 |        |    |   |  |  |
| Abstentions                                    | Abstentions    | Abstentions    | 2 055 | 58,61  |    |   |  |  |
| Votants                                        | Votants        | Votants        | 1 451 | 41,39  |    |   |  |  |
| Blancs et nuls                                 | Blancs et nuls | Blancs et nuls | 161   | 11,10  |    |   |  |  |
| Exprimés                                       | Exprimés       | Exprimés       | 1 290 | 88,90  |    |   |  |  |

### Veyrac
- Maire sortant : Jean-Yves Rigout (app. ADS) se représente.
- 23 sièges à pourvoir au conseil municipal (population légale 2017 : 2 071 habitants)
- 5 sièges à pourvoir au conseil communautaire (CU Limoges Métropole)

|                                                                     | Jean-Yves Rigout  | app. ADS-PCF-EÉLV | 512   | 68,17 | 16 | 1 |  |  |
| Liste d'union pour la démocratie, la citoyenneté et l'environnement |                   |                   | 512   | 68,17 | 16 | 1 |  |  |
|                                                                     | Blandine Laroudie | DVD               | 239   | 31,82 | 3  | 0 |  |  |
| Veyrac autrement                                                    |                   |                   | 239   | 31,82 | 3  | 0 |  |  |
|                                                                     |                   |                   |       |       |    |   |  |  |
| Inscrits                                                            | Inscrits          | Inscrits          | 1 636 |       |    |   |  |  |
| Abstentions                                                         | Abstentions       | Abstentions       | 839   | 51,28 |    |   |  |  |
| Votants                                                             | Votants           | Votants           | 797   | 48,72 |    |   |  |  |
| Blancs et nuls                                                      | Blancs et nuls    | Blancs et nuls    | 46    | 5,77  |    |   |  |  |
| Exprimés                                                            | Exprimés          | Exprimés          | 751   | 94,23 |    |   |  |  |